# Zasloužilý metrolog Ukrajiny
Zasloužilý metrolog Ukrajiny (ukrajinsky Заслужений метролог Україні) je státní vyznamenání Ukrajiny založené roku 2004. Udílen je v souladu se zákonem Ukrajiny O státních vyznamenáních Ukrajiny.

## Historie a pravidla udílení
Čestný titul Zasloužilý metrolog Ukrajiny byl založen zákonem Nejvyšší rady Ukrajiny č. 1765-IV ze dne 15. června 2004 O změnách ukrajinského zákona O metrologii a metrologické činnosti. Udílen je specialistům a vědcům působícím v oboru metrologie a metrologické činnosti v průmyslu, stavebnictví, zemědělství, ve školství a zdravotnictví. Udílen je za významný přínos k rozvoji vědecké a aplikované metrologie. Pro udělení tohoto čestného titulu je nutné vysokoškolské či vyšší odborné vzdělání.

## Popis odznaku
Odznak se svým vzhledem podobá dalším odznakům čestných ukrajinských titulů v kategorii zasloužilý. Odznak má tvar oválného věnce spleteného ze dvou větviček vavřínových listů. Ve spodní části jsou větvičky spojeny stuhou. Uprostřed odznaku je nápis Заслужений метролог. V horní části je věnec přerušen státním znakem Ukrajiny. Všechny nápisy i motivy jsou na odznaku vyraženy. Na zadní straně je spona umožňující jeho připnutí k oděvu. Odznak je vyroben ze stříbra.